# Jaqueta curta
La jaqueta curta és una peça superior de roba d'ús extern, de disseny similar a la jaqueta recta, però sense faldons, i rematada a la cintura o poc més avall. Generalment té un disseny que en fa peça apropiada per a usos més o menys formals, cosa que la distingeix de la caçadora, peça similar, però generalment informal.
El català jaqueta curta equival a l'anglès short coat i coatee i, en context militar, shell jacket; a l'esp. chaquetilla; al fr. veste (mot que modernament ha adquirit el valor de 'jaqueta, americana' i de 'brusa de campanya'); a l'it. giubba corta i giubbetto; al port. jaqueta, etc.

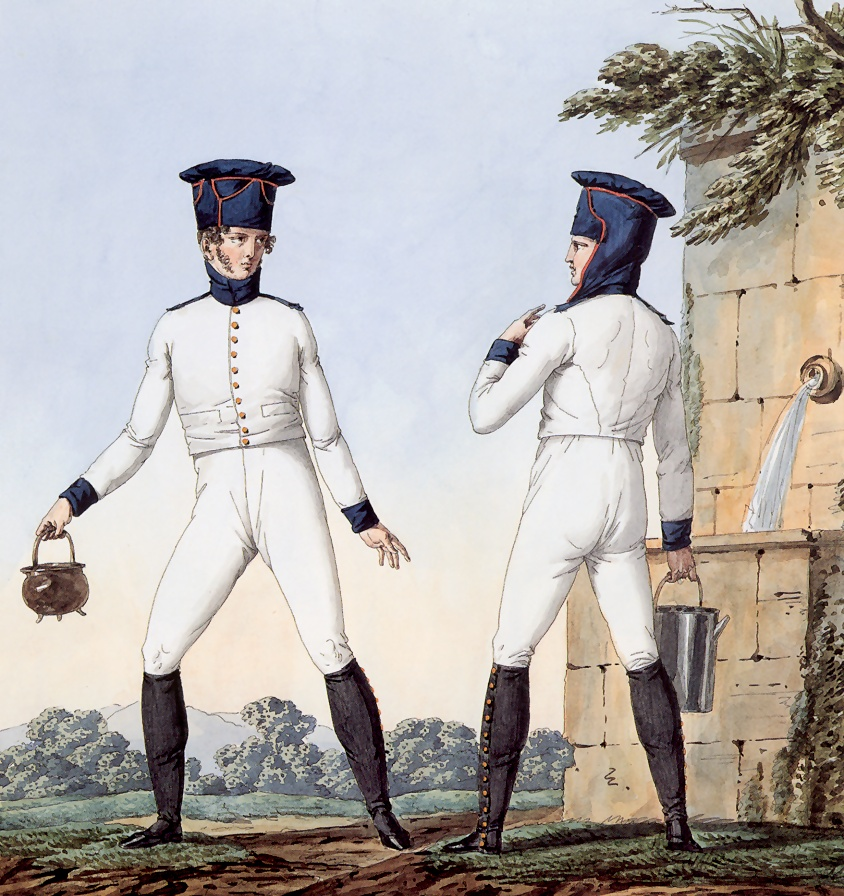
Infanteria de línia francesa (1812) en uniforme d'acantonament, amb pokalem i jaqueta curta ("armilla")
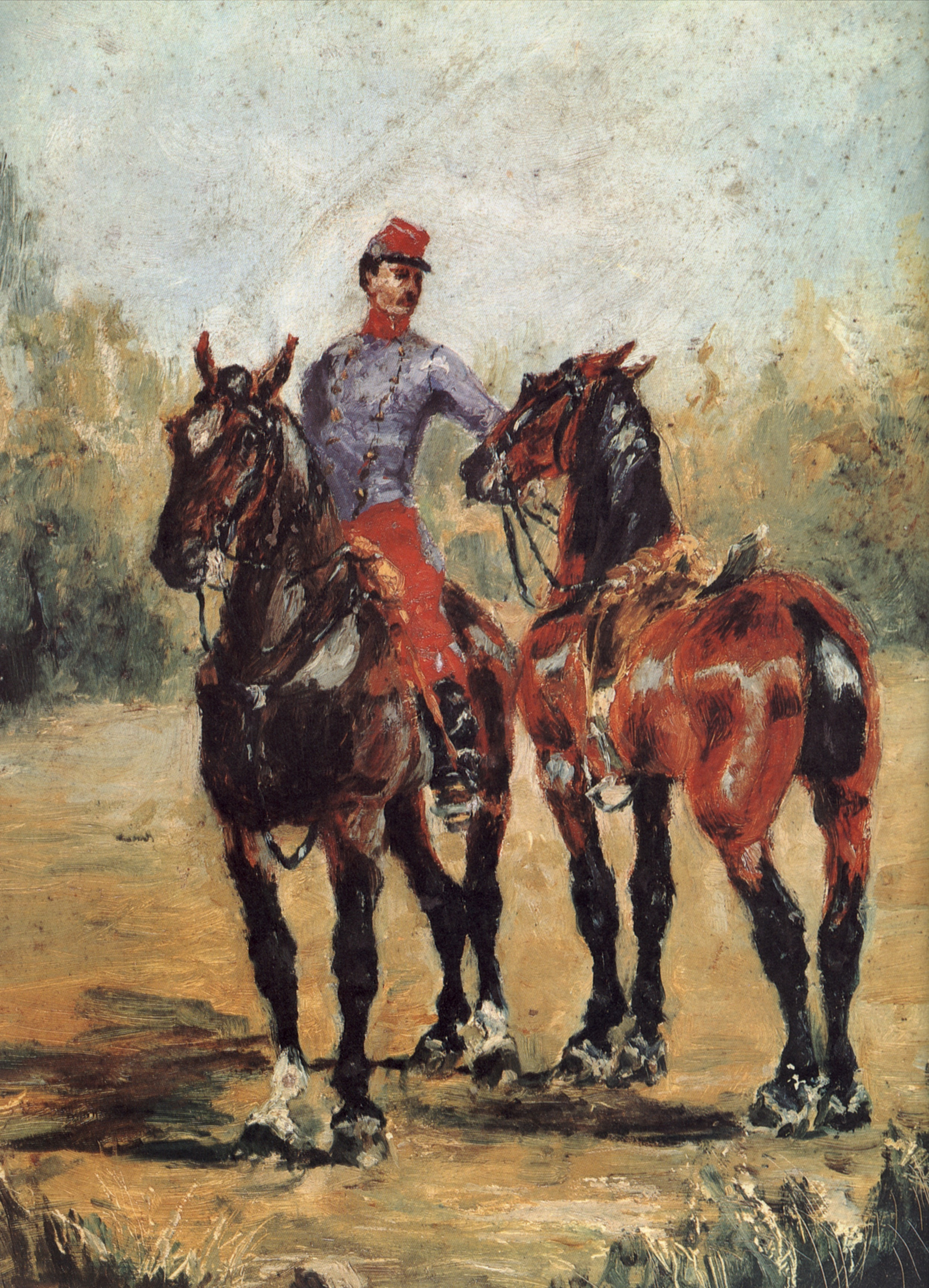
Soldat francès de cavalleria (1880) amb jaqueta curta (veste)
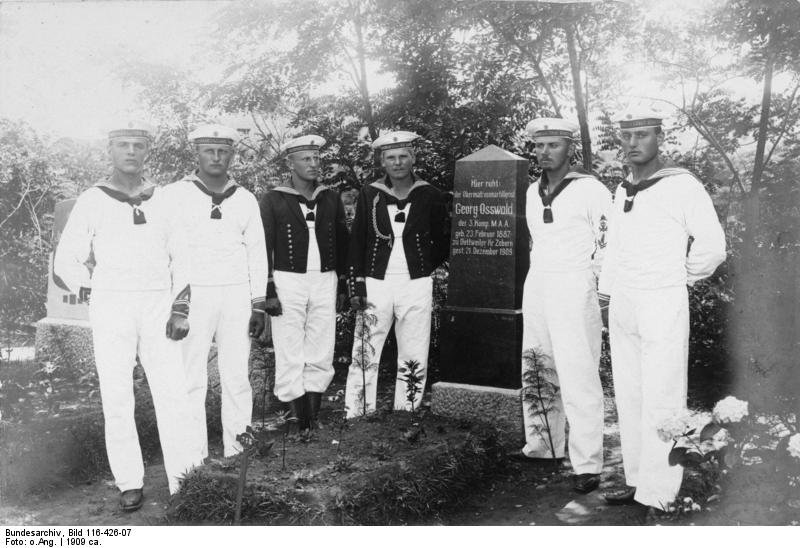
Mariners alemanys (1909), els dos del centre amb la jaqueta curta característica de la marineria

## Història
La jaqueta curta sorgí a final del segle xviii al si de l'exèrcit austríac. De llavors ençà, i fins a la primeria del segle xx, formà part de l'uniforme de diversos exèrcits, generalment per a ús casernari, com a mètode d'estalviar la casaca i, més endavant, la guerrera. Al principi era conceptuada com a "armilla amb mànigues" i mancava de coll; més endavant s'hi afegí coll dret. Determinats cossos, com ara els zuaus francesos, tenien la jaqueta curta com a peça superior de campanya; també el dòlman dels hússars era un tipus particular de jaqueta curta. Durant la Guerra de Secessió, la tropa d'ambdós bàndols tendia a portar en campanya la jaqueta curta de diari (sack coat) en substitució de la llarga guerrera reglamentària, mena de levita (frock coat). La pràctica extinció de la jaqueta curta militar, entorn de la Primera Guerra Mundial, s'encavalcà amb l'aparició de la caçadora, una peça similar però de funcionalitat diferent.
Més que de l'exèrcit, emperò, la jaqueta curta ha estat característica de la marineria militar des del segle xix, sovint com a peça d'entretemps; continua vigent en força armades.

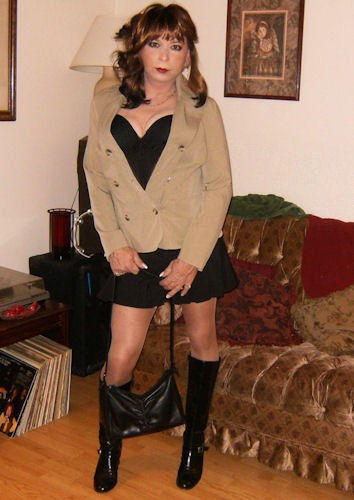
Dona amb jaqueta curta Isaac Mizrahi

En el món civil, avui dia la jaqueta curta és un article de moda, preferentment d'ús femení, i constitueix la versió formal de la caçadora (i viceversa). Una variant privativament femenina, que no arriba a cobrir tot el tors, es coneix com a bolero (a la manera del francès) o torera (a la manera de l'espanyol).

## Nota
1. ↑  Avui dia el mot coatee s'aplica sobretot a la versió de jaqueta curta d'ús femení o infantil; en termes militars, s'ha aplicat tant a jaquetes curtes com a casaques tancades fins a la cintura, però, és clar, amb faldons.
2. ↑  A l'Armada francesa, la jaqueta curta ha estat coneguda, segons èpoques, com a veste o com a paletot; terme, aquest darrer, que generalment designa 'abric de tres quarts' i que a voltes equival a 'tabard'.